# Saison 1 de The Catch
Chronologie
Saison 2
Cet article présente le guide des épisodes de la première saison de la série télévisée américaine The Catch.

## Généralités
- Aux États-Unis, la saison a été diffusée du 24 mars 2016 au 19 mai 2016 sur le réseau ABC.
- Au Canada, elle a été diffusée en simultanée sur le réseau CTV, et deux heures en avance dans les provinces de l'Atlantique dù aux différences de fuseau horaire.

## Distribution

### Acteurs principaux
- Mireille Enos : Alice Vaughan
- Peter Krause : Benjamin Jones / Christopher Hall
- Alimi Ballard : Reginald Lennox III
- Jay Hayden : Danny Yoon
- Jacky Ido : Agent Jules Dao
- Rose Rollins : Valerie Anderson
- Sonya Walger : Margot Bishop
- Elvy Yost : Sophie Novak

### Invités
- Caleb Smith : Agent Shawn (épisodes 1) (5 épisodes)
- Nicole Pettis : Robin (épisodes 1, 2, 4 et 10)
- Jake Green : Seth Hamilton (épisodes 1)
- Medalion Rahimi : Princess Zara Al-Salim (épisodes 2 à 4)
- Navid Negahban : Qasim Halabi (épisodes 2 et 3)
- Alan Ruck : Gordon Bailey (épisodes 3 et 9)
- Shivani Ghai : Felicity (épisodes 4 à 6)
- Kinyumba Mutakabbir (en) : Mickey Shive (épisodes 5 et 6)
- John Simm : Rhys[1] (épisodes 6 à 10)
- Samira Wiley : Nia Brooks (épisode 6)
- Vik Sahay : Vincent Singh (épisode 7)
- Annie Wersching : Karen Singh[2] (épisode 7)
- Nia Vardalos : Leah Wells[3] (épisodes 8 à 10)
- Lesley Nicol : Sybil Griffiths[4] (épisodes 9 et 10)
- Mimi Kennedy : Virginia Foster (épisode 10)

## Épisodes

### Épisode 1:L'Arnaque
- États-Unis /  Canada : 24 mars 2016 sur ABC[5] / CTV
- France :
  - 27 mars 2016 sur Canal+ Séries[6] (en VOSTFr)
  - 2 juin 2016 sur Canal+[7] (en VF)
- Belgique : 30 juillet 2016 sur Be Séries[8]
- Québec : 19 janvier 2017 sur TVA[9]

- États-Unis : 5,85 millions de téléspectateurs[10] (première diffusion)
- Canada : 1,223 million de téléspectateurs[11] (première diffusion + différé 7 jours)

### Épisode 2:Le Coupable idéal
- États-Unis /  Canada : 31 mars 2016 sur ABC / CTV
- France :
  - 3 avril 2016 sur Canal+ Séries (en VOSTFr)
  - 2 juin 2016 sur Canal+ (en VF)
- Belgique : 30 juillet 2016 sur Be Séries
- Québec : 26 janvier 2017 sur TVA

- États-Unis : 5,07 millions de téléspectateurs[12] (première diffusion)

### Épisode 3:Essai clinique
- États-Unis /  Canada : 7 avril 2016 sur ABC / CTV
- France :
  - 10 avril 2016 sur Canal+ Séries (en VOSTFr)
  - 9 juin 2016 sur Canal+ (en VF)
- Belgique : 6 août 2016 sur Be Séries
- Québec : 2 février 2017 sur TVA

- États-Unis : 4,89 millions de téléspectateurs[13] (première diffusion)
- Canada : 1,137 million de téléspectateurs[14] (première diffusion + différé 7 jours)

- Alan Ruck (Gordon Bailey)
- Medalion Rahimi (Princess Zara Al-Salim)
- Navid Negahban (Qasim Halabi)
- Kate Brown (Nurse Cathy Green)
- Derek Webster (VF : Jean-Paul Pitolin) (Dr Richard Watkins)
- Elizabeth Grullon (Sasha Nolan)
- Amanda Foreman (Susan Bailey)

### Épisode 4:Une dangereuse invention
- États-Unis /  Canada : 14 avril 2016 sur ABC / CTV
- France :
  - 17 avril 2016 sur Canal+ Séries (en VOSTFr)
  - 9 juin 2016 sur Canal+ (en VF)
- Belgique : 6 août 2016 sur Be Séries
- Québec : 9 février 2017 sur TVA

- États-Unis : 4,76 millions de téléspectateurs[15] (première diffusion)
- Canada : 1,237 million de téléspectateurs[16] (première diffusion + différé 7 jours)

### Épisode 5:Chantages
- États-Unis /  Canada : 21 avril 2016 sur ABC / CTV
- France :
  - 24 avril 2016 sur Canal+ Séries (en VOSTFr)
  - 16 juin 2016 sur Canal+ (en VF)
- Belgique : 13 août 2016 sur Be Séries
- Québec : 16 février 2017 sur TVA

- États-Unis : 4,60 millions de téléspectateurs[17] (première diffusion)

- Miriam Larici (Carla Velasquez)
- Leonardo Barrionuevo (Diego Velasquez)
- Erica Gimpel (Rene)
- David L. King (William)
- Shivani Ghai (Felicity)
- Sam Marra (Hotel Staffer)
- Kinyumba Mutakabbir (Mickey Shive)
- David Andrews (Tony Ellis)

### Épisode 6:Ennemis intimes
- États-Unis /  Canada : 28 avril 2016 sur ABC / CTV
- France :
  - 1er mai 2016 sur Canal+ Séries (en VOSTFr)
  - 16 juin 2016 sur Canal+ (en VF)
- Belgique : 13 août 2016 sur Be Séries
- Québec : 23 février 2017 sur TVA

- États-Unis : 4,58 millions de téléspectateurs[18] (première diffusion)
- Canada : 1,241 million de téléspectateurs[19] (première diffusion + différé 7 jours)

### Épisode 7:Le Casino
- États-Unis /  Canada : 5 mai 2016 sur ABC / CTV
- France :
  - 8 mai 2016 sur Canal+ Séries (en VOSTFr)
  - 23 juin 2016 sur Canal+ (en VF)
- Belgique : 20 août 2016 sur Be Séries
- Québec : 2 mars 2017 sur TVA

- États-Unis : 4,36 millions de téléspectateurs[20] (première diffusion)

### Épisode 8:L'enlèvement
- États-Unis /  Canada : 12 mai 2016 sur ABC / CTV
- France :
  - 15 mai 2016 sur Canal+ Séries (en VOSTFr)
  - 23 juin 2016 sur Canal+ (en VF)
- Belgique : 20 août 2016 sur Be Séries
- Québec : 9 mars 2017 sur TVA

- États-Unis : 4,23 millions de téléspectateurs[21] (première diffusion)

Nia Vardalos (Leah Wells)

### Épisode 9:Un couple heureux
- États-Unis /  Canada : 19 mai 2016 sur ABC[22] / CTV
- France :
  - 22 mai 2016 sur Canal+ Séries (en VOSTFr)
  - 30 juin 2016 sur Canal+ (en VF)
- Belgique : 27 août 2016 sur Be Séries
- Québec : 16 mars 2017 sur TVA

- États-Unis : 4,04 millions de téléspectateurs[23] (première diffusion)
- Canada : 1,088 million de téléspectateurs[24] (première diffusion + différé 7 jours)

### Épisode 10:Le mariage
- États-Unis /  Canada : 19 mai 2016 sur ABC[22] / CTV
- France :
  - 22 mai 2016 sur Canal+ Séries (en VOSTFr)
  - 30 juin 2016 sur Canal+ (en VF)
- Belgique : 27 août 2016 sur Be Séries
- Québec : 23 mars 2017 sur TVA

- États-Unis : 4,04 millions de téléspectateurs[23] (première diffusion)
- Canada : 1,088 million de téléspectateurs[24] (première diffusion + différé 7 jours)

## Audiences aux États-Unis
| N° d'épisode | Titre original            | Titre français           | Chaîne | Date de diffusion originale | Audience (en millions de téléspectateurs) | Pdm sur les 18-49 ans |
| ------------ | ------------------------- | ------------------------ | ------ | --------------------------- | ----------------------------------------- | --------------------- |
| 1            | Pilot                     | L'arnaque                | ABC    | 24 mars 2016                | 5.85                                      | 1.2                   |
| 2            | The Real Killer           | Le coupable idéal        | ABC    | 31 mars 2016                | 5.07                                      | 1.0                   |
| 3            | The Trail                 | Essai clinique           | ABC    | 7 avril 2016                | 4.89                                      | 1.1                   |
| 4            | The Princess and the I.P. | Une dangereuse invention | ABC    | 14 avril 2016               | 4.76                                      | 1.0                   |
| 5            | The Laragan Gambit        | Chantages                | ABC    | 21 avril 2016               | 4.60                                      | 0.9                   |
| 6            | The Benefactor            | Ennemis intimes          | ABC    | 28 avril 2016               | 4.58                                      | 1.0                   |
| 7            | The Ringer                | Casino                   | ABC    | 5 mai 2016                  | 4.36                                      | 0.9                   |
| 8            | The Package               | L'enlèvement             | ABC    | 12 mai 2016                 | 4.23                                      | 1.0                   |
| 9            | The Happy Couple          | Un couple heureux        | ABC    | 19 mai 2016                 | 4.13                                      | 0.9                   |
| 10           | The Wedding               | Le mariage               | ABC    | 19 mai 2016                 | 4.00                                      | 0.8                   |